# Puig de Gardeny
El Puig de Gardeny és una muntanya de 569 metres que es troba als municipis de Sant Martí de Riucorb i de Nalec, a la comarca catalana de l'Urgell.